# Dorothy Blackham
Dorothy Blackham (1er mars 1896 - 4 septembre 1975) est une illustratrice, artiste et enseignante irlandaise.

## Enfance et éducation
Dorothy Isabel Blackham naît au 4 Beechwood Rd dans le quartier de Rathmines à Dublin, le 1er mars 1896. Ses parents sont Charles H. Blackham, caissier en chef à la gare de Kingsbridge, et Jane Ruthven Blackham (née Lowry). Du côté de son père, elle est apparentée à la famille d'artistes Wharton, son grand-père maternel ayant été Thomas Kennedy Lowry, un antiquaire et procureur de la Couronne. Sa formation artistique commence à la Royal Hibernian Academy (RHA), où elle étudie avec Dermod O'Brien. Pendant ce temps, Blackham développe un intérêt pour la conception d'affiches. Elle fréquente ensuite la Dublin Metropolitan School of Art et le Goldsmith's College de Londres.

## Carrière artistique
Blackham est une artiste prolifique, exposant et contribuant dans toute l'Irlande. De 1916 à 1946, elle expose régulièrement avec la RHA, son travail est également présenté par la Ulster Society of Women Artists, la Water Color Society of Ireland et la Arts and Crafts Society of Ireland. À partir de 1924, elle est exposée aux Tailteann Games, remportant des médailles en 1928 et 1932. Son amie et collègue artiste, Mainie Jellett a une influence significative sur elle. Grâce à Jellett, elle s'intéresse au groupe The White Stag et expose avec eux quatre fois entre 1940 et 1941. Elle est membre de la Dublin Painters' Society, exposant avec eux à la fin des années 1930. Elle est également active au Picture Hire Club de 1941 à 1942. C'est à cette époque que Blackham expérimente les coupes lino, créant de grandes impressions de paysage. En tant qu'amie proche d'Elizabeth et Lily Yeats, elle collabore beaucoup avec la Cuala Press, créant des découpes de bois et de lino pour les illustrations et les cartes de vœux. Elle produit également des illustrations pour Cluna Press, l'Irish Tourist Association, The Bell et The Ideal Irish Home. Elle conçoit la couverture de The Boyne Valley and its antiquities (1936), un livret du révérend Myles V. Ronan. En plus d'être une artiste active, elle enseigne dans un certain nombre d'écoles de Dublin, notamment l'Alexandra College de 1936 à 1943 et la Hall School de Monkstown.
Blackham travaille comme gardien adjoint au camp d'évacuation de Gibraltarian à Derry. Elle épouse Elsner Stewart en 1947 et le couple déménage à Londres. Là-bas, elle poursuit sa carrière en tant que professeure et expose sous son nom de jeune fille. Elle est exposée par la Royal Academy of Arts, la Royal West of England Academy, l'United Society of Artists et la Royal Society of British Artists. Son travail s'inspire généralement de l'Irlande, en particulier du nord et de l'ouest du pays, elle crée également des œuvres basées sur des scènes de Londres et d'Europe continentale.

## Fin de vie et héritage
Blackham et son mari retournent en Irlande en 1967, s'installant à Donaghadee dans le comté de Down. Elle souffre d'arthrite au cours de ses dernières années, mais elle continue à peindre jusqu'à sa mort.
Elle meurt le 4 septembre 1975, à Donaghadee. Deux expositions posthumes de son travail ont eu lieu à l'université Queen's de Belfast (QUB) en 1976 et à la Neptune Gallery de Dublin en 1977. Des exemples de son travail sont conservés dans les collections de QUB, de la Hugh Lane Gallery et de la South London Gallery,. Son travail fait également partie de la collection Anna Russell sur Yeats à la National Gallery of Ireland.